# Коста Божинов
Коста (Косту) Д. Божинов е български революционер, деец на Вътрешната македоно-одринска революционна организация.

## Биография
Коста Божинов е роден през 1881 година в град Крушево, тогава в Османската империя, днес в Северна Македония. Получава основно образование и се занимава с търговия. Постъпва в четата на Пито Гули като секретар и се сражава в защита на Крушевската република. Загива на 22 август 1903 година.